# Burundi na Universíada de Verão de 2021
O Burundi participou da Universíada de Verão de 2021, que aconteceu em Chengdu, na China, entre 28 de julho e 8 de agosto de 2023.
A delegação teve seis atletas — cinco masculinos e um feminino — em uma única modalidade olímpica.

## Competidores
Estas foram as modalidades e atletas que disputaram a edição:
| Esporte   | Masculino | Feminino | Total |
| --------- | --------- | -------- | ----- |
| Atletismo | 5         | 1        | 6     |
| Total     | 5         | 1        | 6     |

## Desempenho

### Atletismo
Masculino
Provas de pista
| Atleta                                                                       | Evento   | Primeira fase | Primeira fase | Semifinal   | Semifinal   | Final       | Final       | Ref.          |
| Atleta                                                                       | Evento   | Resultado     | Pos.          | Resultado   | Pos.        | Resultado   | Pos.        | Ref.          |
| ---------------------------------------------------------------------------- | -------- | ------------- | ------------- | ----------- | ----------- | ----------- | ----------- | ------------- |
| Hervé Orly Cubahiro                                                          | 200m     | DSQ           | DSQ           | Não avançou | Não avançou | Não avançou | Não avançou | [ 3 ]         |
| Billy Carl Ingabire                                                          | 400m     | 51.84         | 36            | Não avançou | Não avançou | Não avançou | Não avançou | [ 4 ]         |
| Billy Carl Ingabire                                                          | 800m     | 1:54.42       | 30            | Não avançou | Não avançou | Não avançou | Não avançou | [ 5 ]         |
| Léandre Hamenyimana                                                          | 800m     | 1:54.16       | 29            | Não avançou | Não avançou | Não avançou | Não avançou | [ 6 ]         |
| Léandre Hamenyimana                                                          | 1 500m   | 3:56.59       | 19            | —           | —           | Não avançou | Não avançou | [ 7 ]         |
| Léandre Hamenyimana                                                          | 5 000m   | DNS           | DNS           | —           | —           | Não avançou | Não avançou | [ 8 ]         |
| James Manamugabe                                                             | 200m     | 24.18         | 35            | Não avançou | Não avançou | Não avançou | Não avançou | [ 9 ]         |
| James Manamugabe                                                             | 400m     | 52.09         | 37            | Não avançou | Não avançou | Não avançou | Não avançou | [ 4 ]         |
| Jules Niteka                                                                 | 100m     | 11.54         | 55            | Não avançou | Não avançou | Não avançou | Não avançou | [ 10 ]        |
| Hervé Orly Cubahiro Léandre Hamenyimana James Manamugabe Billy Carl Ingabire | 4 x 400m | 3:28.40       | 7 Q           | —           | —           | DSQ         | DSQ         | [ 11 ] [ 12 ] |

Feminino
Provas de pista
| Atleta                    | Evento | Primeira fase | Primeira fase | Semifinal | Semifinal | Final     | Final | Ref.          |
| Atleta                    | Evento | Resultado     | Pos.          | Resultado | Pos.      | Resultado | Pos.  | Ref.          |
| ------------------------- | ------ | ------------- | ------------- | --------- | --------- | --------- | ----- | ------------- |
| Violette Ndayikengurukiye | 5 000m | 16:54.49      | 5 Q           | —         | —         | 17:11.92  | 13    | [ 13 ] [ 14 ] |

Legenda
| Recorde mundial      | Recorde mundial (World record)               |                       | Recorde africano                      | Recorde africano (African) |                                           | Q | Classificado por posição (Qualified) |
| Recorde olímpico     | Recorde olímpico (Olympic record)            | Recorde da América    | Recorde da América (Americas)         | q                          | Classificado por melhor tempo (Qualified) |   |                                      |
| Melhor marca do ano  | Melhor marca do ano (World leading)          | Recorde asiático      | Recorde asiático (Asian)              | DNS                        | Não largou (Did not start)                |   |                                      |
| Recorde nacional     | Recorde nacional (National record)           | Recorde europeu       | Recorde europeu (European)            | DNF                        | Não terminou (Did not finish)             |   |                                      |
| Recorde pessoal      | Recorde pessoal do atleta (Personal best)    | Recorde da Oceania    | Recorde da Oceania (Oceania)          | DSQ / DQ                   | Desclassificado (Disqualified)            |   |                                      |
| Recorde da temporada | Recorde da temporada do atleta (Season best) | Recorde sul-americano | Recorde sul-americano (South America) | NM                         | Sem marca (No mark)                       |   |                                      |